# Штаб-квартира Банку Шанхая
Штаб-квартира Банку Шанхая (кит.: 上海银行大厦)  — хмарочос в Пудуні, Шанхай, КНР. Висота 46-поверхового будинку становить 230 метрів, з урахуванням антени 252 метри. Будівництво було розпочато в 2002 і завершено в 2005 році. Проект розроблено японським архітектурним бюро Kenzo Tange Associates в стилі постмодернізму.